# Kalensari (Widasari)
Kalensari is een bestuurslaag in het regentschap Indramayu van de provincie West-Java, Indonesië. Kalensari telt 1121 inwoners (volkstelling 2010).